# Enea a Cartagine
Æneas i Carthago o Dido och Æneas (Enea a Cartagine) è un'opera di Joseph Martin Kraus (musica), con la denominazione originale di "Lyrisk tragedie" (tragedia lirica), suddivisa in un prologo e cinque atti (VB 23) su libretto di Johan Henrik Kellgren e basata sulla tragedia Didon (1734) di Jean-Jacques Lefranc de Pompignan. Venne rappresentata per la prima volta il 18 novembre 1799 al Teatro Reale di Stoccolma.

## Storia dell'opera
Æneas i Carthago è ritenuta il "capolavoro nell'opera lirica" del compositore tedesco-svedese Joseph Martin Kraus. Il libretto, vergato da Johan Henrik Kellgren, era stato proposto dal re svedese Gustavo III di Svezia e desunto dalla tragedia Didon (1734) di Jean-Jacques Lefranc de Pompignan. L'opera venne citata per la prima volta in una lettera del compositore del 26 agosto 1781 e avrebbe dovuto essere eseguita nel 1782 per l'inaugurazione del Teatro dell'Opera di Stoccolma, ma fu sostituita poco prima del debutto dall'opera Cora och Alonzo di Johann Gottlieb Naumann perché la prima donna, Caroline Müller, aveva abbandonato Stoccolma per sfuggire ai creditori. All'inizio del 1782 erano stati completati solo il prologo, l'ouverture e i primi due atti. Il 7 ottobre Kraus partì per un viaggio di formazione per l'Europa che durò vari anni, nel corso dei quali continuò a lavorare alla composizione dell'opera. Negli anni successivi cercò di farla rappresentare altre volte ma senza successo, anche a causa degli intrighi di corte. La scena finale, in cui Giove conduce Didone nell'Olimpo, è stata aggiunta da Kraus solo in un secondo tempo. Nel 1796 Kellgren pubblicò il libretto nella sua opera omnia (Samlade skrifter).
L'opera venne rappresentata postuma per la prima volta al Teatro Reale di Stoccolma il 18 novembre 1799, in occasione del battesimo del principe ereditario svedese Gustavo di Vasa, ma venne eseguita in una versione pesantemente ridotta che durava tre ore e constava all'incirca solo della metà della musica composta, peraltro parzialmente riorchestrata dal compositore Friedrich Haeffner. La produzione richiese oltre 200 collaboratori, tra cui almeno 80 cantanti e 61 ballerini. I solisti della prima furono Gertrud Elisabeth Forselius (Giunone), Francisca Stading (Venere), Carl Stenborg (Enea), Carolina Müller (Didone), Christoffer Christian Karsten (Iarba), il sig. Lindskog (Acate), la sig.ra Deland (Clelia), la sig.na Frodell (Barce), il sig. Åman (Narbal), il sig. Folling (l'ombra di Sicheo), il sig. Crælius (Sacerdote), la sig.na Åberg (Äran) e la sig.na Vandonl (Iris), con la coreografia di Federico Nadi Terrade. L'opera venne ripresa sette volte fino all'ottobre 1800.
Tra il 1805 e il 1807 l'Enea a Cartagine venne proposta due volte a San Pietroburgo in una versione concertante in lingua francese, con l'accompagnamento al pianoforte di Sigismund von Neukomm. Solo l'ouverture è rimasta a lungo nel repertorio concertistico.
Nel 1966 è stato rappresentato il terzo atto presso il Teatro del Palazzo di Drottningholm e, nel 1979, Newell Jenkins ne ha diretto una versione ridotta e in forma semiscenica produzione, registrata dalla radio svedese. Jenkins ha inoltre diretto l'opera il 26 marzo 1980 all'Alice Tully Hall di New York.
La prima esecuzione completa della versione originale è avvenuta solo nel 2006 all'Opera di Stoccarda, con la regia di Peter Konwitschny e l'assistenza di Michaela Dicu e Michael von zur Mühlen, con la scenografia di Hans Joachim Schlieker e sotto la direzione di Lothar Zagrosek, mentre la parte di Didone è stata affidata a Martina Serafin. La produzione ha ricevuto il premio "Riscoperta dell'anno" della rivista Opernwelt nella stagione 2005/2006.
Nel 2011 è andata in scena una rappresentazione dell'Enea a Cartagine in forma ridotta presso la Konzerthaus di Berlino, con la regia di Susanne Øglænd, le scenografie di Mascha Mazur, i costumi di Gunna Meyer e le riprese di Matze Görig, sotto la direzione di Lothar Zagrosek e l'esecuzione a cura della Konzerthaus-Orchester e del RIAS Chamber Choir. Questi i cantanti: Simone Schneider (Didone), Dominik Wortig (Enea), Daniel Ohlmann (Iarba), Daniel Kirch (Nettuno), Catriona Smith (Venere), Cornelia Horak (Giunone), Olivia Vermeulen (Berce e Iris) e Joachim Goltz (Eolo, Sicheo e Narbal).
Il manoscritto è conservato a Stoccolma presso la biblioteca dell'Accademia reale svedese di musica. Nel 1988 Bertil van Boer ha pubblicato lo spartito nell'edizione integrale, da lui stesso curata, delle opere di Joseph Martin Kraus. Nel 1998 ne è stata proposta una versione rielaborata.

## Personaggi
| Ruolo                        | Registro vocale | Cantante della prima rappresentazione (18 novembre 1799) |
| ---------------------------- | --------------- | -------------------------------------------------------- |
| Enea                         | Tenore          | Carl Stenborg                                            |
| Iarba                        | Tenore          | Christopher Christian Karsten                            |
| Didone                       | Soprano         | Caroline Müller                                          |
| Acate                        |                 | Johan Petter Lindskog                                    |
| Narbal                       |                 | G. Åman                                                  |
| Clelia                       |                 | Carolina Deland                                          |
| Barce                        |                 | Sofia Frodelius                                          |
| Ombra di Sicheo              |                 | Erik Folling                                             |
| Sommo sacerdote di Cartagine | Tenore          | Carl Magnus Craelius                                     |
| Iris                         | Soprano         | Teresa Vandoni                                           |
| Äran                         |                 | Inga Åberg                                               |

## Trama

### Antefatto
I Greci hanno distrutto Troia, ma Enea è riuscito a fuggire con altri suoi compagni troiani. La sua flotta è in viaggio verso l'Italia perché a Enea è stato predetto che in quel luogo avrebbe fondato la città di Roma. Gli è però ostile la potente dea Giunone che, dopo il giudizio di Paride, ha giurato di vendicarsi sui Troiani.

### Prologo
Una grande scogliera.

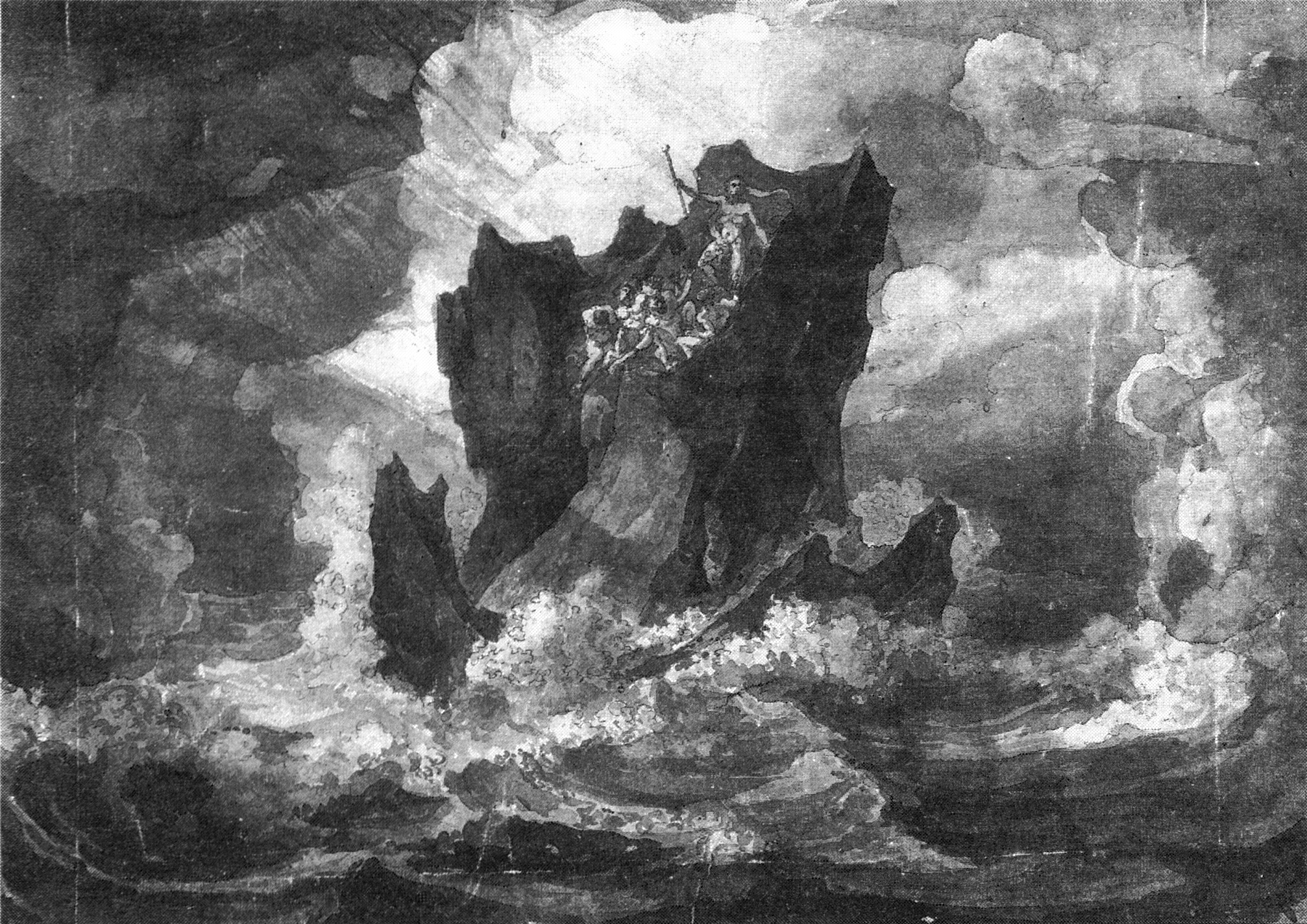
Scenografia di Louis Jean Desprez, Stoccolma 1799

Scena 1. Il dio del vento Eolo tiene prigioniere le intemperie affinché non turbino la festa reale (Coro degli dei della tempesta: “Få vi ej än vår frihet förbida?").
Scena 2. La vendicativa Giunone ordina a Eolo di liberare le tempeste affinché affondino la flotta troiana (Aria di Giunone: "Låt dina stormars vreda" - Aria di Eolo: "Gån vilda Orcaner").
Scena 3. Eolo le obbedisce liberando i venti (Coro degli dei della tempesta: “Se stormen oss bebåda”), per la disperazione dei Troiani sulle navi, visibili da sotto la roccia (Coro dei Troiani: "Må höjd och afgrund skalla").
Scena 4. Nettuno sorge dal mare e scaccia la tempesta, ordinando ai dolci venti di Zefiro di portare in salvo la flotta sulla costa (Aria di Nettuno: "I som trot[t]sig er förhäfven mot min vilja").
Scena 5. Enea ringrazia il Cielo per averlo salvato e, mentre gli altri troiani restano sulle navi, sbarca con Acate, uno dei suoi compagni di viaggio.
Scena 6. Enea chiede aiuto alla madre, la dea Venere, (Aria di Enea: "Citherens mägtiga gudinna").
Scena 7. Venere promette al figlio una buona accoglienza presso la regina cartaginese Didone, ma al tempo stesso lo mette in guardia dall'odio di Giunone.

### Primo atto
Dinanzi al tempio di Giunone
Scena 1. Per l'inaugurazione del nuovo tempio sono attesi innumerevoli pretendenti alla mano di Didone, che tuttavia confida alle amiche Clelia e Barce di essere innamorata di Enea, che è appena sbarcato a Cartagine (Aria di Didone: "Nej, jag ej älskar, jag förtäres").
Scena 2 Il popolo cartaginese accorre tra canti e balli lodando la regina (coro di Clelia e dei Cartaginesi: “Lef milda drottning, glad och”). Quando Barce la avvisa della presenza dei profughi troiani sulla spiaggia, Didone li fa entrare in città.
Scena 3. Enea e i Troiani giurano fedeltà a Didone (Coro di Enea e dei troiani: "Ehvar som himlen hälst behavior"), che li invita a partecipare alla cerimonia (Aria di Didone: “Då lycklig är af edra”). I sacerdoti portano sacrifici e introducono la statua della dea, mentre i Cartaginesi danno inizio alla cerimonia (Coro dei Cartaginesi: "Chartagienser låt vår sång, lyckliga hjertan" - Coro delle sacerdotesse: "Alsmägeiga gudinna" - Coro di Enea e dei Cartaginesi: "O Juno, gudars mor, låt tvädrägt ").
Scena 4. Anche Enea vuole offrire alla dea un sacrificio in segno di ringraziamento (Aria di Enea: "O Juno, du hvars blick från himlens"), ma in quel momento una nuvola copre l'ingresso del tempio: Giunone ha rifiutato il dono.

### Secondo atto
Un boschetto dedicato a Diana; sullo sfondo una montagna da cui scorrono torrenti e, accanto, una statua di Diana
Scena 1. Prima che Cartaginesi e Troiani partano insieme per una battuta di caccia, Didone riflette sui propri sentimenti per Enea (Arie di Didone: "Ack, för hvad plågor detta bröst sig till ett" e "Uti min själ jag fåfangs sluter").
Scena 2. Sopraggiungono Enea e gli altri suoi compagni. Tutti aspettano impazienti l'imminente battuta di caccia (Cori: "Må denna dag" - "Lekande nöjen, muntra behag" - "Jägarens gud, lät valdhornets ljud" - "Börjom vårt lopp").
Grotta solitaria nella foresta
Scena 3 Durante un temporale, Didone ed Enea si rifugiano in una grotta. Qui Enea coglie l'occasione per dichiararsi alla regina (Aria di Didone: “Med er förenad in i döden”). Poi appare l'ombra di Sicheo, il primo marito di Didone, che spaventa entrambi con cupi ammonimenti (Duetto di Didone ed Enea: “Hvad gruflig syn”).
Scena 4 Gli dei dell'amore fugano i timori della coppia (Coro: “Kärleks gudar, blinda nöjen”).
[Scena mancante nel libretto stampato] Le dee Venere e Giunone disputano sul futuro di Enea (duetto di Venere e Giunone: “Vet, vet, jag Olympens spira bär”).

### Terzo atto
Piazza di Cartagine circondata da magnifici palazzi. Strada che conduce al palazzo di Didone
Scena 1. Enea è combattuto tra l'amore per Didone e il dovere di placare Giunone (Aria di Enea: “Förgäfves, kärlek mig beredda”).
Scena 2. Inviata da Didone, Clelia chiede ad Enea di sostenere i Cartaginesi contro i Numidi, il cui re Iarba vuole costringere Didone a sposarlo (Aria di Clelia: "Du som i nödens ögonblick dess ädla bistånd fått").
Sala del palazzo di Didone con il trono della regina
Scena 3. Iarba giunge sotto le mentite spoglie d'un ambasciatore con un nutrito seguito e chiede Didone in sposa (Aria di Iarba e coro dei Numidi: "Gå drottning tag af Jarbas händer"), ma lei lo respinge risolutamente (Aria di Didone: "Gå, säg din kung, att Dido drottning") e annuncia che sposerà Enea il giorno stesso.
Scena 4. Furioso, Iarba giura vendetta per l'umiliazione subita (Aria di Iarba: "O gudars gud").
Roseto con un'ara in marmo dedicata a Imeneo e Amore
Scena 5. Circondati dalle sacerdotesse di Imeneo e da ragazze cartaginesi vestite di bianco e incoronate di fiori, Didone ed Enea si preparano al loro matrimonio (duetto di Didone ed Enea "Ack hvad de lågor ljufligt brinna"; Cori "Må ert förbund hos gudar bifall vinna" - "Höjom upp vår röst, att prisa och berömma" - "Sen, kärleksfacklan till en tid"; Duetto:"O du, som från Olympens slott"). Improvvisamente la terra trema e, fra lampi e tuoni, il tempio sprofonda, mentre tutti fuggono terrorizzati (Coro Didone / Enea / Cartaginesi: “Hvad dån! Hvad grymma lågors”). Didone sviene.
Scena 6. Appare in cielo Äran, allegoria dell'Onore, che esora Enea ad abbandonare Cartagine e far rotta verso l'Italia per fondare Roma, realizzando in tal modo la profezia. Enea decide di obbedire al comando divino (Aria di Enea: "Men du, hvars throne jag gick att dela").
Scena 7. Quando Didone si sveglia, si accorge di essere rimasta sola. Delusa dal comportamento di Enea, giura vendetta (Aria di Didone: “Om du så brottslig kunde bli”).

### Quarto atto
Porto di Cartagine, con la nave troiana pronta per la partenza
Scena 1. Acate e gli altri troiani preparano un sacrificio per ingraziarsi Nettuno in vista dell'imminente viaggio (Coro dei Troiani: "Böljan utan vrede svallar"). Enea è disperato perché deve lasciare Didone (Aria e Coro di Enea e dei Troiani: "Gudar, som mig förelagt").
Scena 2. Mentre Enea sta per salire a bordo, Didone lo raggiunge e e vuole scoprire i motivi della sua partenza. Il troiano cerca inutilmente di spiegarle la sua situazione (Duetto di Didone ed Enea: "Gå, trottsa faror, storm och haf") e Didone si allontana delusa. Enea vorrebbe seguirla, ma Acate lo trattiene.
Scena 3. I Troiani sono pronti per la partenza (Coro dei Troiani: “Lyftom ankar, seglom af”). In quel momento si odono rumori di battaglia mentre Clelia accorre sul posto.
Scena 4. Clelie implora i Troiani di aiutare il suo popolo aggredito dalle truppe di Iarba (Coro: Clelia, Enea, Troiani: "Gå, samlom då vår tappra här"). I Troiani non possono negare il loro soccorso e scendono rapidamente dalla nave.

### Quinto atto
La città di Cartagine. Sullo sfondo torri elevate e le mura della città, alle spalle il tempio e i palazzi.
Scena 1. I Numidi, occupata la città, combattono contro i Cartaginesi (Coro dei Numidi: “Vår styrka segra bör”). Una freccia ferisce un soldato cartaginese e Iarba sprona le sue truppe (Iarba / Cori: “Må blodet dessa murar färga”). I soldati numidi inseguono le donne in fuga.
Scena 2. Intervengono i Troiani ed Enea uccide Iarba in un duello (Duetto e Coro Enea / Iarba / Numidi: "Mägtiga gudar, styren min arm"). Tutti celebrano la sua vittoria (Marcia e Coro: “Tappre hjelte, du hvars hand frälst vår”).
Scena 3. Enea deve nuovamente vincere l'affetto per Didone per tornare sulla nave con i compagni (Aria di Enea: "Gudar, i som styren, som styren menskors lopp").
Giardino di fronte al palazzo di Didone; sullo sfondo i giardini reali, dietro il mare; una pira da un lato
Scena 4. Barce teme per la regina, che ha ordinato di predisporre la pira.
Scena 5. Didone è preoccupata per l'esito della battaglia e la vita di Enea (Aria di Didone: “O Juno, du som öfvergifvit”) fino a quando la folla in festa non le reca la notizia della vittoria (Coro: “All vår fara har försvunnit”).
Scena 6. Narbal presenta alla regina i Numidi prigionieri e le armi del loro capo Iarba, ma la gioia di Didone svanisce quando lei scopre che Enea è già partito. Disperata, si trafigge il petto con un pugnale, afferra una torcia e si getta sulla pira (Aria di Didone e Coro dei Cartaginesi: “Förrädare! Barbaro! du flyr, och lämnar ").
Scena 7. La dea Iris, messaggera di Giove, scende da una nube per calmare la folla, annunciando che Didone è stata ammessa nell'Olimpo e proteggerà Cartagine (Coro dei Cartaginesi: “Vår drottning hör Olympen till”).
L'Olimpo
Scena 8. Giove e gli altri dei accolgono Didone.

## Struttura dell'opera

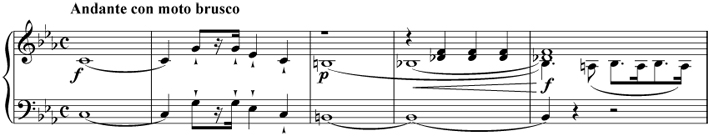
Incipit dell'Ouverture del prologo

La straordinaria varietà di scene e danze presenti nell'opera di Kraus aveva lo scopo di mostrare al pubblico le possibilità tecniche del nuovo teatro che, originariamente, l'Enea a Cartagine avrebbe dovuto inaugurare.
Le arie e i concertati sono spesso improntati alla concisione, attenendosi al cosiddetto "ideale della semplicità", mentre i tanti cori, le danze e le scene elaborate rimandano al genere della tragédie lyrique francese, i cui brani musicali sono collegati tra loro da recitativi accompagnati particolarmente accurati. Le opere della riforma gluckiana costituirono un importante modello per Kraus, che trasse ulteriori spunti di ispirazione durante il suo viaggio in Europa: tra questi la Didone abbandonata di Niccolò Piccinni, opera che Kraus conobbe a Parigi nel 1784, si rivelò particolarmente importante, ma si avvertono altresì le influenze della corrente tedesca dello Sturm und Drang. Kraus inoltre utilizzò dei leitmotiv progressivi, anticipando Ludwig van Beethoven e Richard Wagner. Il testo è maggiormente incentrato sugli aspetti psicologici dei personaggi e delle vicende che non sull'azione esterna descritta da Virgilio.

### Orchestra
L'organico orchestrale dell'opera prevede i seguenti strumenti:
- legni: due flauti (oppure due ottavini), due oboi (oppure due corni inglesi), due clarinetti e due fagotti;
- ottoni: due o quattro corni, due trombe;
- timpani e tamburi: tamburello, piatti, triangolo;
- archi;
- per le musiche di scena: due clarinetti, due fagotti, due corni.

### Brani dell'opera
Il manoscritto autografo dell'opera contiene i seguenti i seguenti brani (tra parentesi sono riportati i numeri del catalogo di Bertil van Boer; rispetto a cui il testo differisce lievemente): i dati relativi alle singole scene corrispondono al libretto stampato, in cui alcuni brani non sono numerati.
- Overture: Andante con moto brusco, do minore, 4/4 (C)

Prologo
- 1. Coro (Eolo, dei della tempesta"): “Få vi ej än vår frihet förbida? "(scena 1)
- 2. Recitativo (Eolo, Giunone): "Hvad ljufva toners sammanljud" (scena 1)
- 3. Aria (Giunone): "Låt dina stormars vreda" (scena 2)
- 4. Recitativo (Eolo): "Gudinna, dina bud jag vörda vill" (scena 2)
- 5. Aria e coro (Eolo, dei della tempesta): "Gån vilda Orcaner" (scena 2)
- 6. Coro con balletto (dei della tempesta): "Låt oss vår frihet förbida"
- 7. Choir (dei della tempesta): "Se stormen oss bebåda" (scena 3)
  - Coro (Troiani / marinai): "Må höjd och afgrund skalla" (scena 3)
- 8. Recitativo (Nettuno): “Hvad dån? "(scena 4)
- 9. Aria (Nettuno): "I som trot[t]sig er förhäfven mot min vilja" (scena 4)
- 10. Balletto degli Zefiri (brano strumentale): Allegretto, re maggiore, 6/8
- 11. Danza delle naiadi e dei tritoni (brano strumentale): Molto moderato, re maggiore, 3/4
- 12. Recitativo (Enea): "Oss himlen räddat har, bevekt af våra böner" (scena 5)
- 13. Aria (Enea): "Citherens mägtiga gudinna" (scena 6)
- 14. Recitativo (Venere): “Din bön är hörd, min son. Hör opp ifrån den grymma "(scena 7)

Primo atto
- Overture: Andante sostenuto - Andante maestoso, mi bemolle maggiore, 4/4 (C)
- 1. Recitativo (Didone, Clelia, Barce): "Bland alla nöjens krets, på sjelfva segrens" (scena 1)
- 2. Recitativo (Clelia, Didone): "Om han sin fordna ro i Edra tårar fann" (scena 1)
- 3. Aria (Didone): "Nej, jag ej älskar, jag förtäres" (scena 1)
- 4. Recitativo (Didone): “Ack! Troja är ej mer "(scena 1)
  - 4a. Marcia (brano strumentale): [senza indicazione di tempo], mi maggiore, alla breve
- 5. Coro (Clelia, Cartaginesi): "Lef milda drottning, glad och" (scena 2)
  - 5a. Gavotta (brano strumentale): Allegretto ma un poco moderato, do maggiore, alla breve
- 6. Recitativo (un cartaginese): "Ett folk af stormens våld på våra stränder" (scena 2)
- 7. Coro (Enea, Troiani): "Ehvar som himlen hälst behagar" (scena 3)
- 8. Recitativo e aria (Didone): “Gläds Trojas värda son. Ur faran frälst ni funnit "-" Då lycklig är af edra "(scena 3)
- 9. Recitativo (Didone): "Men skingra nu det qval, som edra hjertan" (scena 3)
- 10. Coro (Cartaginesi): "Chartagienser låt vår sång, lyckliga hjertan" (scena 3)
- 11. Coro (sacerdoti, sacerdotesse): "Alsmägtiga gudinna" (scena 3)
- 12. Coro (Enea, Cartaginesi): "O Juno, gudars mor, låt tvädrägt" (scena 3)
- 13. Recitativo (Clelia): "Vår drottning, till Dianas lof, idag en jagt förräta" (scena 3)
- 14. Aria (Enea): "O Juno, you hvars blick från himlens" (scena 4)
- 15. Recitativo (Enea): "Förgäfves var min bön" (scena 4)
- [14a. Finale (Enea) nella prima edizione di van Boer]

Secondo atto
- 1. Aria (Didone): "Ack, för hvad plågor detta bröst sig till ett"
- 2. Recitativo (Didone): "Än för Æneas ej min kärlek yppat sig" (scena 1)
- 3. Aria (Didone): "Uti min själ jag fåfangs sluter"
- 4. Recitativo (Didone, Enea): "Ren bergens återskall till Jägerhornes dån" (scena 1)
- 5. Coro (Didone, Enea, Cartaginesi): "Må denna dag" (scena 2)
- 6. Coro (Didone, Enea, Cartaginesi): "Lekande nöjen, muntra behagr" (scena 2)
- 7. Coro (Didone, Enea, Cartaginesi): "Jägarens gud, lät valdhornets ljud" (scena 2)
- Movimento di balletto n. 1 [8]. Esercitazioni di caccia: Adagio, sol maggiore, 3/4
- Movimento di balletto n. 2 [9]. Corsa: Con leggerezza, sol maggiore, 3/8
- Movimento di balletto n. 3 [10]. Aria, lotta: Maestoso, re maggiore, 3/4
- Movimento di balletto n. 4 [11]. Tiro con l'arco: Allegretto, la maggiore, alla breve
- 8 [12]. Coro (Didone, Cartaginesi): "Börjom vårt lopp" (scena 2)
- 9 [13]. Recitativo (Giunone): "Æneas för min hämnd, af Neptun räddning fådt"
- 10 [14]. Aria (Giunone): "Om han Italiens kuster hinner"
- 11 [15]. Recitativo (Giunone): "Men ser att min befallning göra, jag luftens nympher"
- 12 [16]. Intermezzo "Tempesta" (brano strumentale): Allegro, re maggiore, 4/4 (C)
- 13 [17]. Recitativo (Didone, Enea): "Ni här, min drottning, för er ser en grotta, som sitt hvalf" (scena 3)
- 14 [18]. Aria (Enea): "Ack vet att från den första dag"
- 15 [19]. Recitativo (Didone): "Jag kan ej dölja mer den låga" (scena 3)
- 16 [20]. Aria (Didone): "Med er förenad in i döden" (scena 3)
- 17 [21]. Recitativo (Sicheo): “Olyckliga! skall så din" (scena 3)
- 18 [22]. Duetto (Didone, Enea): "Hvad gruflig syn" (scena 3)
- 19 [23]. Coro (dei dell'amore [o vergini cartaginesi]): "Kärleks gudar, blinda nöjen" (scena 4)
- 20 [24]. Recitativo (Didone, Enea): "Af outslackligt hat ej gudars hjertan brinna" (scena 4)[A 2]
- 21 [25]. Coro (dei dell'amore [o vergini cartaginesi]): "Kärleks gudar, blinda nöjen"
- 22 [26]. Recitativo (Venere, Giunone): “Hvad otacksamma barn, som i er lydnad felat!"[A 3]
- 23 [27]. Duetto (Venere, Giunone): "Vet, vet, jag Olympens spira bär"
- [Balletto presente sul manoscritto: Andante - Vivace in mi maggiore - mi minore - mi maggiore, 2/4 - 3/4]

Terzo atto
- 1. Aria (Enea): "Förgäfves, kärlek mig beredda" (scena 1)
- 2. Recitativo (Enea, Clelia): "Ej qval och fruktan skänkt" (scena 2)
- 3. Aria (Clelia): "Du som i nödens ögonblick dess ädla bistånd fått" (scena 2)
- 4. Recitativo (Enea): “Bereda hennes död! Hvem jag så nedrig "(scena 2)
  - 4a. Marcia dei Numidi (brano strumentale): Allegro maestoso, sol maggiore, 4/4 (C)
- 5. Arrivo di Iarba (brano strumentale): Tempo giusto, do maggiore, 2/4
- 6. Recitativo (Iarba): "Princessa, för er thron" (scena 3)
- 7. Aria (Iarba): "Gå drottning tag af Jarbas händer" (scena 3)
- 8. Coro (Numidi): "Gå drottning tag av Jarbas händer" (scena 3)
- 9. Recitativo (Didone, Iarba): "Då jag mitt fosterland" (scena 3)
  - 9a. Aria (Didone): "Gå, säg din kung, att Dido drottning" (scena 3)
  - 9b. Recitativo (Iarba): "Föraktas, jag föraktas" (scena 4)
- 10. Aria (Iarba): "O gudars gud" (scena 4)
- 11. Balletto (brano strumentale): Larghetto, re maggiore, alla breve
- 12. Duetto (Didone, Enea): "Ack hvad de lågor ljufligt brinna" (scena 5)
- 13. Coro (Didone, Enea, Cartaginesi): "Må ert förbund hos gudar bifall vinna" (scena 5)
  - 13½ [13a]. Danza delle Cartaginesi (strumentali): Andante, do maggiore, 2/4
- 14. Coro (Cartaginesi): "Höjom upp vår röst, att prisa och berömma" (scena 5)
- 15. Recitativo (Enea): “Man nalkas, hören upp. De helga prästers "(scena 5)
- 16. Marcia dei sacerdoti (brano strumentale): Moderato, sol maggiore, alla breve
- 17. Coro (sommo sacerdote, sacerdoti): "Sen [Som], kärleksfacklan till en tid" (scena 5)
- 18. Duetto (Didone, Enea): "O du, som från Olympens slott" (scena 5)
- 19. Coro (Didone, Enea, Cartaginesi): “Hvad dån! Hvad grymma lågors "(scena 5)
- 20. Recitativo (Äran, Enea): "Æneas, har du glömt" (scena 6)
- 21. Aria (Enea): "Men du, hvars throne jag gick att dela"
- 22. Recitativo (Didone): “Hvar är jag? Gudar! "(Scena 7)
- 23. Aria (Didone): "Om du så brottslig kunde bli" (scena 7)

Quarto atto
- 1. Coro (Troiani): "Böljan utan vrede svallar" (scena 1)
- 2. Aria e coro (Enea, Troiani): "Gudar, som mig förelagt" (scena 1)
- 3. Recitativo (Ecate, Enea, Didone): "Ni folkets längan hör" (scena 1)
- 4. Duetto (Didone, Enea): "Gå, trottsa faror, storm och haf"
- 5. Recitativo (Ecate, Enea, Venere): "Trojanerne, min prins" (scena 3)
- 6. Aria (Venere): "Till evig visshet af ditt hopp"
- 7. Coro (soldati romani): "Augustus, Augustus, att din ära"
- 8. Marcia (soldati romani; brano strumentale): Tempo di marcia, re maggiore, alla breve
- 9. Marcia (Romani; brano strumentale): [senza indicazione di tempo], re maggiore 4/4 (C)
- 10. Coro (Romani): "Den magt du genom segrar vunnit"
- 11. Recitativo (Venere): “Nog af! Du finna bör hvad råd dig ägnar "
- 12. Coro (Troiani): "Lyftom ankar, seglom af" (scena 3)
- 13. Recitativo (Enea): “Mitt folk, mitt kära folk! "(scena 3)
- 14. Recitativo (Clelia, Enea): “Ack prins! Ett grufligt bud "(scena 4)
- 15. Coro (Clelia, Enea, Troiani): "Gå, samlom då vår tappra här" (scena 4)

Quinto atto
- 1. Preludio [brano strumentale]: [senza indicazione di tempo], re maggiore, 4/4 (C)
- [2]. Coro (Numidi): "Vår styrka segra bör" (scena 1)
- [3]. Coro (Iarba, Numidi e Cartaginesi): "Må blodet dessa murar färga" (scena 1)
- 2 [4]. Duetto e coro (Enea, Iarba, Numidi): "Mägtiga gudar, styren min arm" (scena 2)
- 3 [5]. Marcia dei Troiani [Tempo di marcia, re maggiore alla breve], coro e recitativo (Enea, Troiani): "Tappre hjelte, du hvars hand frälst vår" (scena 2)
- 4 [6]. Recitativo (Enea): "O gudar, styrken mig" (scena 3)
- [7]. Aria (Enea): "Gudar, i som styren, som styren menskors lopp" (scena 3)
- 5. [8]. Recitativo (Barce): "Dess välja värkställd är" (scena 4)
- 6. [9]. Aria (Didone): "O Juno, du som öfvergifvit" (scena 5)
- 7. [10]. Recitativo (Didone): "Men gudar, kan Ert hjerta lida" (scena 5)
- 8. [11]. Coro e scena (Didone, Narbal, Cartaginesi): "All vår fara har försvunnit"[A 4] (scena 5)
- [11a]. Recitativo (Narbal): “Drottning gläds! Din throne, din ära" (scena 6)
- [11b]. Marcia dei Cartaginesi (brano strumentale): [senza indicazione di tempo], do maggiore, 4/4 (C)
- [11c]. Balletto (brano strumentale): Adagio, fa maggiore 4/4 (C)
- 9. [12]. Recitativo (Didone): “Hvad fröjd! Hvad oförmodad lycka "(scena 6)
  - 9a. Balletto (brano strumentale): Allegro brillante, re maggiore, 6/8[A 5]
- 10. [13]. Recitativo, aria e coro (Didone, Cartaginesi): "Himmel Ack! Han flyr! Han lämnar mig" - "Förrädare! Barbar! du flyr, och lämnar" (scena 6)
- [14]. Recitativo (Iris): "Förskräckta folk" (scena 7)
- [15]. Coro (Cartaginesi): "Vår drottning hör Olympen till"[A 6] (scena 7)
- [16, in precedenza 15]. Balletto e recitativo (Giove): "Kom, Dido, kom att din belöning"[A 7] (scena 8)
- [17, in precedenza 16]. Coro (dei e dee): "Ljusets magter af Er lag, styres" (scena 8) 
  - [17a]. Balletto (brano strumentale): Adagio, si bemolle maggiore 3/4
- [18]. Balletto (brano strumentale). Minuetto 1 e 2: Andante grazioso, re maggiore 3/4
  - [in precedenza 17]. [senza indicazione di tempo], re maggiore, 3/4
- [19, in precedenza 18]. Balletto. Ciaccona [brano strumentale]: Andante, re maggiore, 3/4 [18 nella prima edizione di van Boer]
- 11. (Coro, Iris): “Ack! Sorg och fasa, se lågan rasa "-" Förskräckta folk "-" Vår Drottning hear Olympen til "(scena 6)

Appendice nella versione del 1782
- Balletto (brano strumentale): Andante un poco largo, re maggiore, 3/4

## Registrazioni
- 3 ottobre 1979 - Newell Jenkins (direttore), Mikael Samuelson (Eolo), Mari Anne Häggander (Giunone), Staffan Sandlund (Nettuno / Narbal), Solveig Faringer (Venere), Jonny Blanc (Enea), Elisabeth Söderström (Didone), Erland Hagegård (Iarba / Sacerdote), Catharina Olsson (Clelia / Iris / Äran), Sven-Anders Benktsson (l'ombra di Sicheo).
In diretta dal Konserthuset di Stoccolma.[9][10]
- 30 luglio 2006 - Lothar Zagrosek (direttore), Württembergisches Staatsorchester Stuttgart, Coro del Württemberg State Opera Stuttgart .
Johan Rydh (Eolo / Acate), Measha Brueggergosman (Giunone), Ivar Gilhuus (Nettuno), Catriona Smith (Venere), Dominik Wortig (Enea), Martina Serafin (Didone), Daniel Ohlmann (Jarbas), Klara Ek (Clelia), Barbara Friebel (Barce), Thomas Berau (Narbal), Mark Munkittrick (l'ombra di Sicheo), Bernhard Schneider (Sacerdote), Heinz Göhrig (Äran), Helga Rós Indridadóttir (Iris), Frank van Aken (Giove). In diretta da Stoccarda; ricostruzione della versione originale in lingua tedesca; versione con tagli.
 Trasmissione radiofonica su SWR2.[11][12]
- 2007 - Patrick Gallois (direttore), Jyväskylä Sinfonia.
Overtures, Ballet Music and Marchess. Brani strumentali tratti dall'opera. Naxos 8.570585.[13]